# Eruption (композиция)
Eruption (с англ. — «Извержение») — инструментальная композиция-гитарное соло из одноимённого альбома группы Van Halen в исполнении Эдди Ван Халена. Она считается одним из величайших гитарных соло всех времён, популяризировав тэппинг. Она переходит в "You Really Got Me" в альбоме Van Halen, и эти две песни обычно исполняются вместе радиостанциями и на концертах. Позже эта песня была включена в качестве стороны Б ко второму синглу группы, Runnin’ with the Devil.

## Композиция и Запись
"Eruption" начинается с короткого вступления в сопровождении Алекса Ван Халена на барабанах и Майкла Энтони на басу. Изюминкой соло является использование двуручного тэппинга. "Eruption" было воспроизведено на Frankenstrat с MXR Phase 90, Echoplex, эхо-блоком Univox и ламповым усилителем Marshall 1959 выпуска 1968 года. Комната реверберации Sunset Sound studio также использовалась для добавления реверберации. "Frankenstrat" был настроен на полтона ниже. "Eruption" начинается в тональности Ля-бемоль и заканчивается на ноте Ми-бемоль, которая представляет собой двенадцатый лад, 6-ю струнную гармонику, обработанную с помощью эхо-блока Univox EC-80.

## Вдохновение
Интро «Eruption» основано на введении «Let Me Swim» Cactus. После интро звучит цитата ми-бемоль мажор из «Этюда № 2» Родольфа Крейцера. Заключительная секция начинается с серии быстрых трезвучий с двумя руками, которые имеют классическую структуру, и в конечном итоге заканчивается повторяющейся классической каденцией, за которой следуют звуковые эффекты, создаваемые эхо-устройством Univox EC-80.
Пьеса, которая позже будет названа «Eruption», существовала как часть сценического акта Van Halen, по крайней мере, ещё в 1975 году, когда в ней не было тэппинга. Хотя тэппинг одной рукой был стандартной техникой игры на гитаре, «Eruption» представило двуручный тэппинг основной аудитории популярного рока, и это был популярный вариант соло на протяжении 1980-х годов.
Изначально «Eruption» не рассматривалось в качестве трека для альбома Van Halen, так как это было просто гитарное соло, которое Эдди исполнял вживую в клубах. Но Тед Темплман подслушал её в студии, когда Эдди репетировал её для клубного выступления в Whisky a Go Go, и решил включить её в альбом. Сам Эдди утверждает, что соло сыграно достаточно небрежно и ближе к концу содержит ошибки: "Каждый раз как слушаю, думаю: «Эх ты, чувак, ведь мог бы и получше сыграть».
«Spanish Fly», соло на акустической гитаре в альбоме Van Halen II, можно рассматривать как версию «Eruption» на нейлоновых струнах, расширяющую аналогичные приёмы. Точно так же Темплман предложил включить её в альбом после того, как услышал, как Эдди Ван Хален играет на классической гитаре. В марте 2005 года журнал Q поместил «Eruption» на 29-е место в своём списке 100 величайших гитарных треков. «Eruption» было названо 2-м величайшим гитарным соло журналом Guitar World. Чак Клостерман из Vulture.com назвал её лучшей песней Van Halen, поставив её на первое место из 131 и отметив: «если вы любите Van Halen, это то, что вы любите, и вы можете слушать её тысячу раз без уменьшения».

## Участники записи
- Эдди Ван Хален — гитара
- Алекс Ван Хален — ударные
- Майкл Энтони — бас-гитара

## Рейтинги
| Издание       | Страна         | Рейтинг                                                                   | Год  | Позиция |
| ------------- | -------------- | ------------------------------------------------------------------------- | ---- | ------- |
| Guitar World  | США            | 100 лучших гитарных соло                                                  | 2009 | 2.      |
| Q             | Великобритания | 100 лучших гитарных композиций                                            | 2005 | 29      |
| Rolling Stone | США            | 100 величайших гитарных песен всех времён по версии журнала Rolling Stone | 2008 | 6       |

## Влияние
- Eruption играбельна в Guitar Hero: Van Halen[12][13].
- В следующем альбоме Van Halen II появилось другое соло — более короткое, но технологически сложное Spanish Fly.
- Это соло сыграло не последнюю роль в популяризации тэппинга[14][15].